# Валиев, Казбек Шакимович
Казбе́к Шаки́мович Вали́ев (5 июля 1952, Кронштадт, Ленинградская область, РСФСР, СССР) — знаменитый альпинист, первый казах — покоритель Эвереста (1982), «Снежный барс» (1984), мастер спорта СССР международного класса (1982), заслуженный мастер спорта СССР (1982), заслуженный тренер РК по альпинизму.
Награждён орденами «Дружба народов» (1982) и «Курмет» (2002), медалью «За трудовую доблесть»(1990), юбилейной медалью короля Непала «50 лет покорению Эвереста» (2003).
В 2000 году награждён памятной медалью «Ветерану войны в Афганистане 1979—1989 гг.» за выполнение спецзадания Генштаба ВС СССР в декабре 1979 года в Афганистане.

## Биография
Родился под Ленинградом, где служил отец, военный лётчик, участник ВОВ. Родители вернулись в Алма-Ату, когда ему было 5 лет. Закончил здесь школу, поступил на геофизический факультет Казахского политехнического института в Алма-Ате. Первокурсником начал заниматься альпинизмом в спортклубе института. Окончил КазПТИ в 1974 году с красным дипломом и остался на кафедре геофизики, где работал до 1978 года научным сотрудником. С 1978 по 1990 год работал в лаборатории вариаций геофизических полей Института сейсмологии АН КазССР. В 1986 году защитил диссертацию на тему «Земные приливы» в Сибирском отделении Академии Наук СССР в Новосибирске. Кандидат геолого-минералогических наук.
Параллельно занимался альпинизмом, в 1978 году стал мастером спорта СССР по альпинизму, в 1979 году — чемпионом СССР, в 1980 году пробился в основной состав сборной СССР, в 1982 году попал в команду Первой советской экспедиции на Эверест, в 1989 году — капитан сборной СССР по альпинизму.
Много лет (1972—1990) ходил в одной связке с земляком Валерием Хрищатым («Толстый» и «Худой»).
С 1974 по 1990 год совершил 21 восхождение на все семитысячники СССР: Коммунизма (7495 м) — 9 раз, Победы (7439 м) — 2, Ленина (7134 м) — 8 и Корженевской (7105 м) — 2, а также на пик Хан-Тенгри (7010 м, тогда высота пика считалась 6995 м, без снежной шапки) — 1, проложив несколько новых суперсложных стенных маршрутов на Памире. На первенствах СССР (1978—1986) семь раз был чемпионом и призёром.
«Снежный барс» (1984).

## Известные восхождения в горах СССР

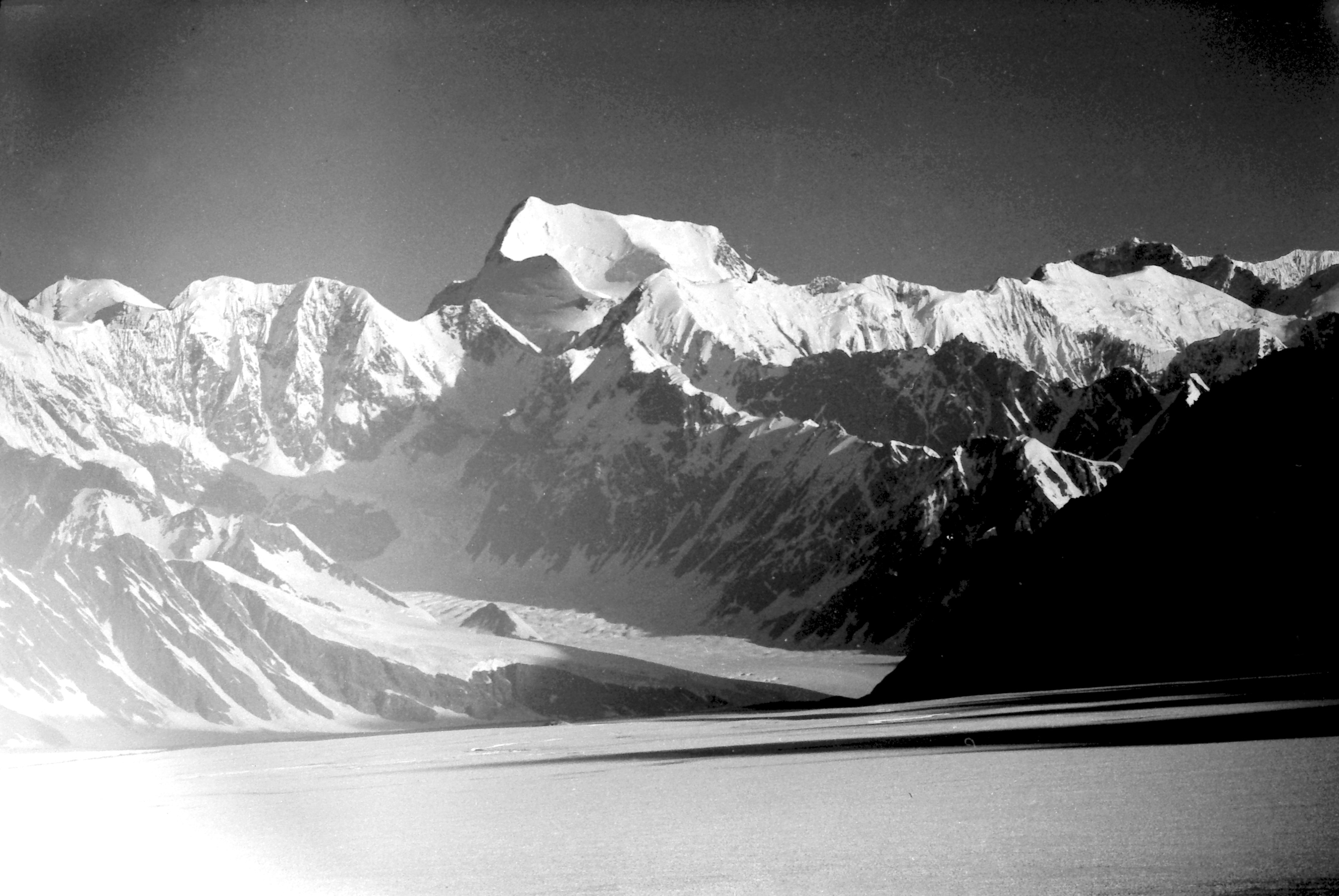
Пик Коммунизма, 9 раз покорённый Валиевым, снимок 1982 года

- 1974 — пик Ленина (7135 м) — СКА САВО под рук. Ерванда Ильинского.
- 1975 — пик Коммунизма (7495 м) и повторно пик Ленина (7135 м).
- 1977 — пик Коммунизма (7495 м) по контрфорсу юго-западной стены, 6А.
- 1978 — пик Зиндон (4800 м) по северной стене 6А, рук. (стал мастером спорта).
- 1978 — пик Джигит (5170 м) по северной стене, 6А.
- 1979 — пик Россия (6875 м) по центру юго-восточной стены 6Б, первопроход (стал чемпионом СССР).
- 1980 — пик Коммунизма (7495 м) по центру южной стены, 6Б, первопроход — маршрут Валиева, рук. команды САВО (вошёл в сборную СССР).
- 1982 — пик Победы (7439 м) первопроход по северной стене (вице-чемпион СССР).
- 1983 — пик Тадж. ГУ (6183 м) по центру восточной стены, 6А, первопроход.
- 1984 — пик Ленина (7135 м) — скайраннинг.
- 1984 — пик Победы (7439 м) по сев. стене восточной вершины, 6Б, первопроход и траверс с В. на З.
- 1985 — пик Кызыл Аскер (5842 м), северо-западная стена, 6А, рук., первопроход.
- 1986 — пик Блока (5239 м) по центру западной стены, рук, 6А, рук., первопроход.
- 1986 — пик Хан-Тенгри (7010 м) по южной стене и мраморному ребру, 6А.
- 1988 — пик Победы (7439 м), траверс с запада на восток + пик Военных Топографов (6873 м), рук. команды.

## Восхождения вГималаях

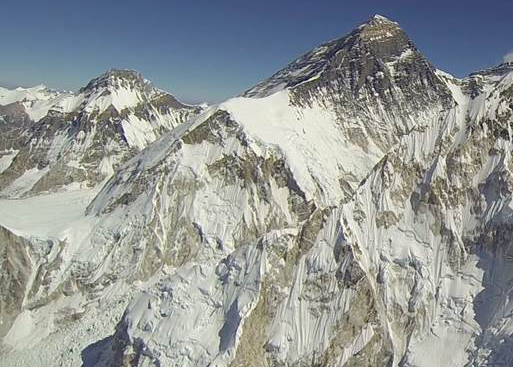
Эверест, западный гребень

- 1982 — Эверест (8848 м), первопроход по юго-западной стене в связке с Валерием Хрищатым в ночь с 7 на 8 мая в составе Первой советской гималайской экспедиции (рук. Евгений Тамм)[6].
- 1988 — Дхаулагири (8167 м), международная экспедиция, только трое из девяти альпинистов совершили первопроход по юго-западному ребру Дхаулагири в альпийском стиле (без кислорода и помощи шерпов): Казбек Валиев, Юрий Моисеев (оба — Казахстан) и Золтан Демьян (Чехословакия)[7].
- 1989 — Канченджанга Главная (8586 м), в составе Второй советской гималайской экспедиции, капитан казахстанской группы, 16 апреля взошёл на пик вместе с ещё пятью казахстанцами[8].

## Организатор и руководитель экспедиций сборной РК в Гималаи

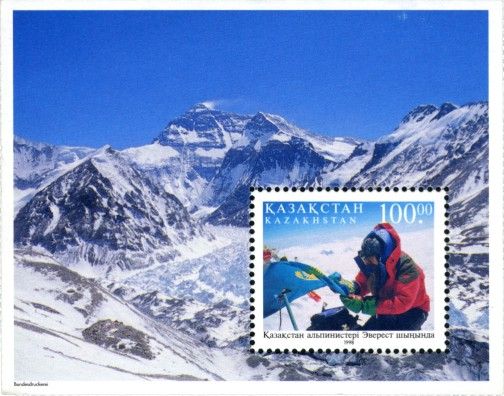
Почтовый блок Республики Казахстан, посвящённый сборной по альпинизму, 1998

- 1990 — Эверест (8848 м) по северо-вост. гребню совместно с японскими спортсменами. За 500 м до вершины один японец сорвался в пропасть, другой получил обморожения. Из-за спасательных работ восхождение было прекращено.
- 1990 — Манаслу (8163 м) по Восточной стене совместно с Италией и Чехией. 7 октября тройка Халитов — Луняков — Галиев разбилась, сорвавшись со скал. Экспедиция была свёрнута.
- 1991, 10 мая — Дхаулагири (8167 м), первопроход по Западной стене. Руководитель первой Казахстанской Гималайской экспедиции (с Ервандом Ильинским). Бескислородное восхождение совершили 10 альпинистов: Моисеев, Букреев, Хрищатый, Сувига, Хайбуллин, Мизамбеков, Присяжный, Савин, Целищев и Шегай.
- 1995, 8 декабря — Манаслу (8163 м), зимой по классике. Руководитель второй Казахстанской Гималайской экспедиции. Бескислородное восхождение совершили 8 альпинистов: Моисеев, Букреев, Сувига, Гатаулин, Баймаханов, Соболев, Маликов и Муравьёв[9].
- 1996, октябрь — Чо-Ойю (8201 м), классика с севера, совместно с японскими спортсменами. Руководитель третьей Казахстанской Гималайской экспедиции. 25 сентября Букреев покорил вершину в одиночку, позже взошли связки Гатаулин и Фарафонов, Моисеев и Маликов, но на горе погиб японец Ойо, пытавшийся подняться без кислорода.

## Бизнес

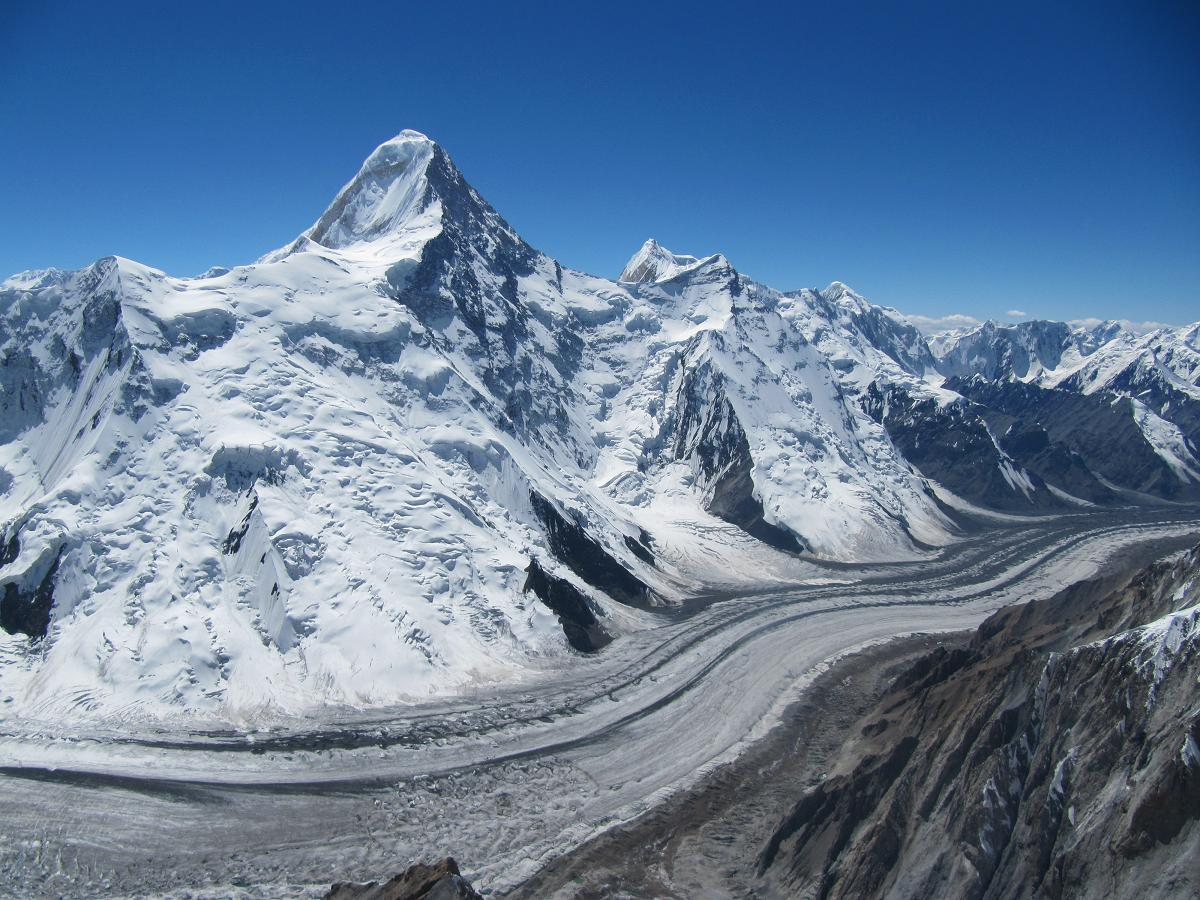
Пик Хан-Тенгри с севера с казахской стороны. На переднем плане — ледник Северный Иныльчек

В 1991 году Казбек Валиев стал генеральным директором турфирмы ТОО "Международный альпинистский лагерь «Хан-Тенгри». Фирма в основном специализируется на оказании услуг иностранным альпинистам для восхождения на самый северный семитысячник мира — Хан-Тенгри (7010 м), а также на пик Победы (7439 м).
На леднике Северный Иныльчек у подножия горы ежегодно открывается МАЛ «Хан-Тенгри».

## Общественная деятельность
С 1979 года— председатель секции альпинизма спортклуба САВО, 1983—1987 — заместитель председателя федерации альпинизма КазССР, с 1987 — её председатель.
С 1996 года — президент Национального Фонда альпинизма Республики Казахстан. По инициативе Фонда в 1999 году в горах Заилийского Алатау под Алма-Атой был построен Мемориал «Погибшим в горах», с 2001 по 2005 гг. построены и подарены школам 20 скалодромов в 7 областях и городах Казахстана.
С 2001 года — вице-президент федерации альпинизма и скалолазания РК. С марта 2010 года — президент ФАИС РК.

## Публицистика
- Эверест-82. Казбек Валиев. Страницы погибшего дневника
- Казбек Валиев. «Ночной штурм» в кн. «Восхождение на Эверест», Алма-Ата, «Казахстан», 1984.
- Казбек Валиев. «Штурм Эвереста», Алма-Ата: «Казахстан», 1985 (на казахском языке).
- Казбек Валиев. «Дхаулагири. Юго-западный контрфорс» в альманахе «Ветер странствий». Вып. 24 (Москва, ФиС, 1989).